# Évisa
Évisa est une commune française située dans la circonscription départementale de la Corse-du-Sud et le territoire de la collectivité de Corse. Elle appartient à l'ancienne piève de Sevidentro dont elle était le chef-lieu, dans les Deux-Sevi.

## Géographie

### Situation
Évisa est une commune de montagne corse, dans la microrégion du Sevi in Dentro dont elle est historiquement le chef-lieu, dans l'est du Sevi.
C'était une communauté de l'ancienne pieve de Sevenentro, dans l'ancien diocèse de Sagone et l'ancienne juridiction de Vico. La commune est adhérente au parc naturel régional de Corse, dans son « territoire de vie » appelé Dui Sevi.

### Géologie et relief

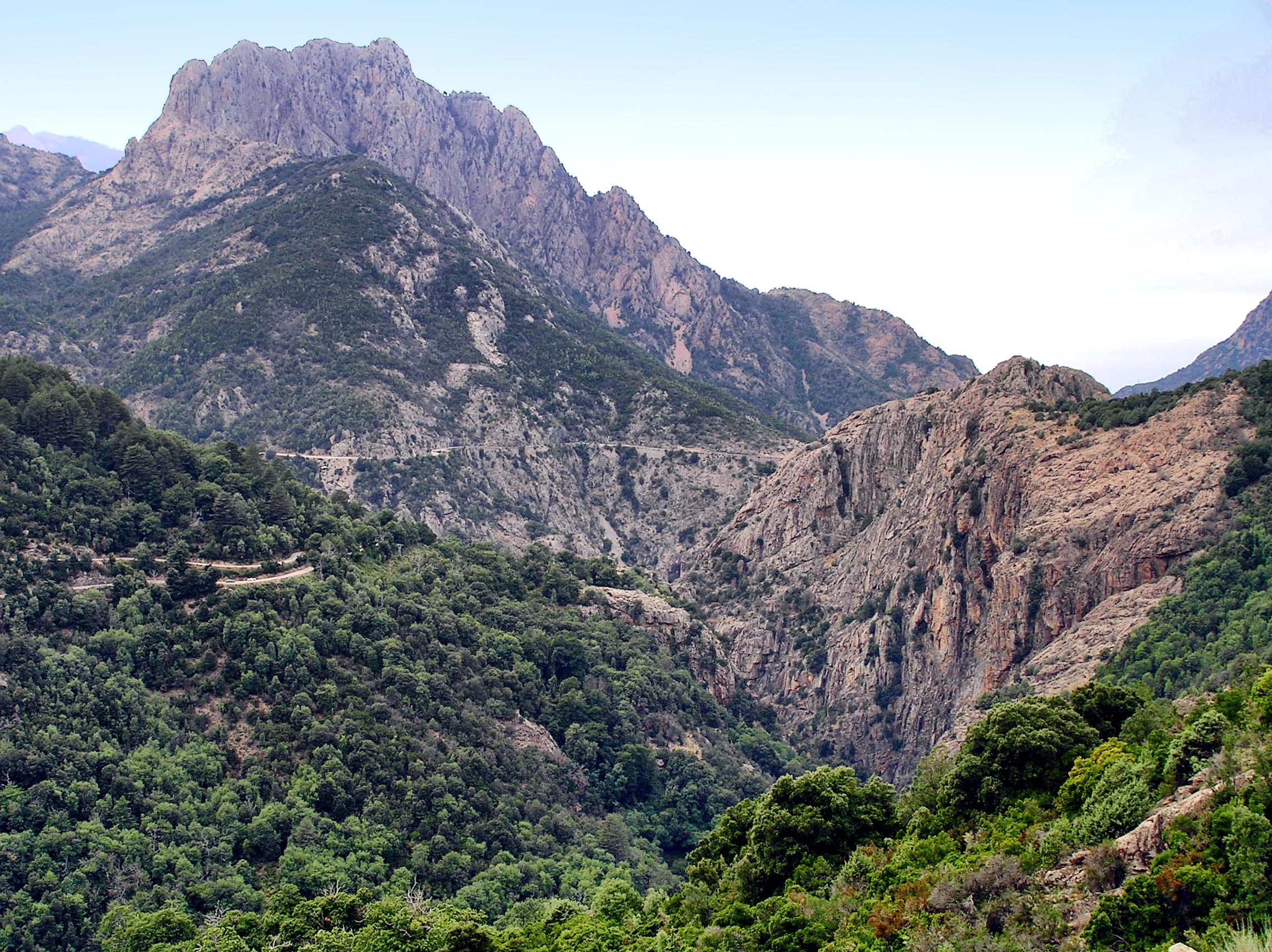
Les gorges de Spelunca

Évisa fait partie du « Delà des Monts », ou Corse occidentale ancienne, constituée pour l'essentiel de roches granitiques, par opposition au « Deçà des Monts » ou « Corse schisteuse » au nord-est. Ici, le socle constitué de granites alcalins, a été profondément entaillé par la rivière de Porto, qui en amont, a creusé des gorges vertigineuses (gorges de Spelunca). Les roches granitiques du substrat donnent la série des sols bruns acides, bruns méditerranéens et lithosols. Les sols sont dans l’ensemble peu ou moyennement profonds.
Son territoire s'étale sur les flancs occidentaux de la chaîne principale de l'île, orientée ici dans un axe nord-sud, entre :
- au nord, un chaînon secondaire partant du cap Senino s'articulant sur la dorsale, à Capu a e Ghiargole (2 105 mètres), culmen communal « à cheval » à la fois sur Manso, Albertacce et Évisa ;
- au sud, par une arête de montagne partant de Capu a Rughia (1 712 mètres), déclinant vers les gorges de Spelunca et comportant les sommets Capu di Melu (1 559 mètres), Capu Suariccione (ou Turnatoghiu) (1 439 mètres) et Capu d'Orzu (906 mètres).

Entre les deux, se dresse un petit chaînon accroché à la Pointe de Cricche (2 053 mètres) sur la chaîne principale peu au nord-ouest du col de Vergio, puis déclinant jusqu'aux gorges de Spelunca. Ce chaînon comporte les sommets Capu a Cuculla (2 048 mètres), Capu a u Frassellu (1 517 mètres), Capu Rustici (1 331 mètres), Capu di e Querce (1 170 mètres) e Capu Rosso (641 mètres). Il sépare la commune en deux secteurs :
- le secteur septentrional qui représente la majeure partie du bassin versant du ruisseau de Lonca[2], affluent de la rivière de Porto ;
- le secteur méridional qui représente le bassin versant du ruisseau d'Aïtone et la partie haute, à l'ubac, de la vallée du ruisseau de Tavulella où est construit le village d'Évisa (829 mètres d'altitude).

### Hydrographie et les eaux souterraines

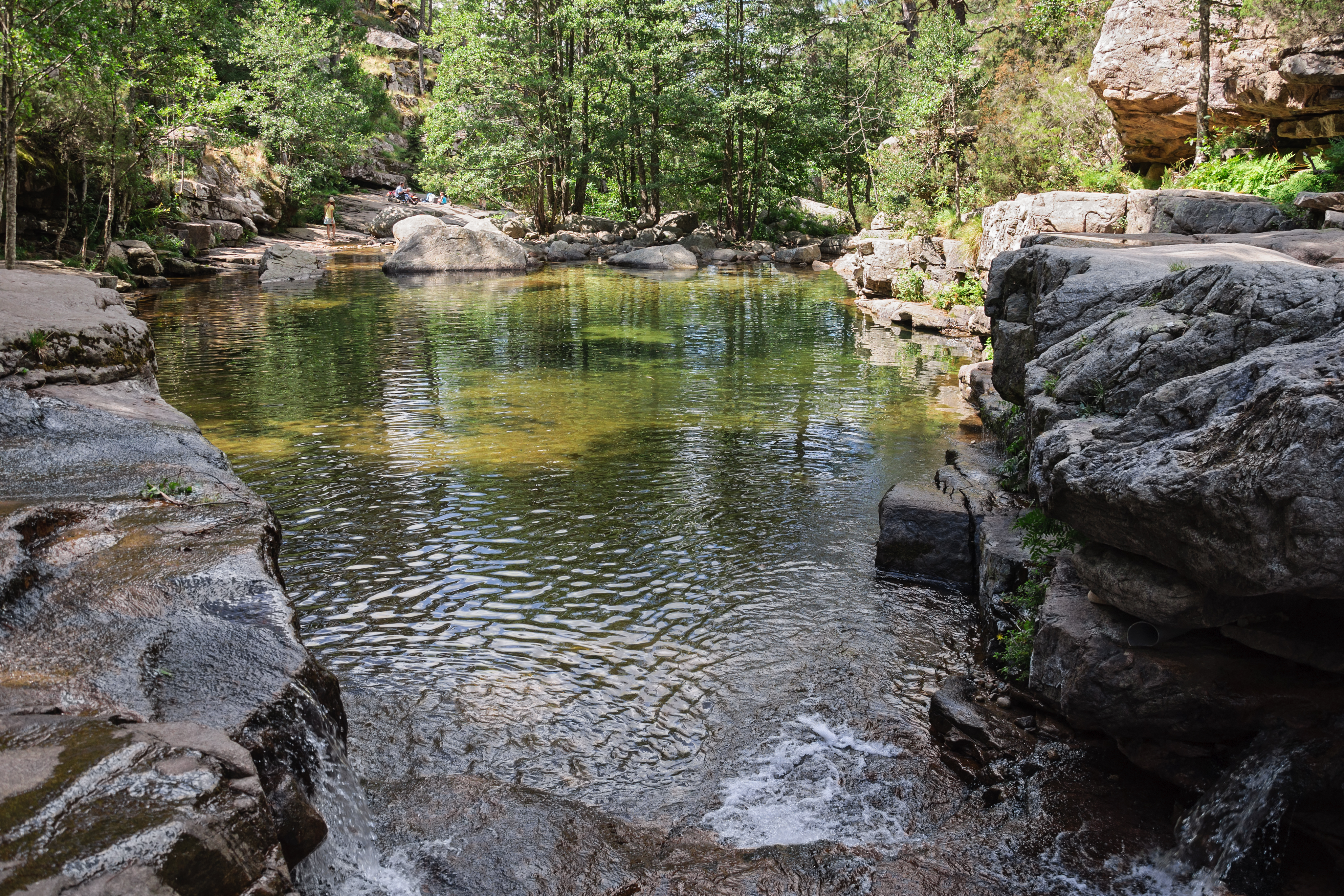
Piscines naturelles d'Aïtone

Évisa possède un réseau hydrographique très dense.
La rivière de Porto (ou ruisseau de Tavulella jusqu'à sa jonction avec le ruisseau de Lonca) est le principal cours d'eau communal. Une grande partie de son cours sépare au sud la commune d'Évisa des communes de Marignana et de Cristinacce.
Le ruisseau d'Aïtone (ou ruisseau de Vergio en amont) prend naissance sous le col de Vergio (1 478 m). Ce cours d'eau  arrose toute la commune jusqu'à environ 600 mètres de sa confluence avec la rivière de Porto. Une faible partie de son cours délimite Marignana et Évisa.

### Sismicité
Commune située dans une zone de sismicité très faible.

### Climat et végétation
La forêt d'Aïtone, classée zone Natura 2000, est peuplée de pins laricio, de sapins, de châtaigniers. Des animaux domestiques (cochons, vaches) y vivent en liberté.
Au cœur de la vallée des Deux-Sevi qui part du col de Vergio jusqu'à la mer, l'environnement de ce village dévale 1 500 mètres de la haute montagne jusqu'à la mer et traverse une forêt (la forêt d'Aïtone), un canyon (gorges de Spelunca) jusqu'à la plage de Porto.
Évisa est le départ de nombreuses randonnées vers la montagne via le GR 20 et vers la mer sur le chemin des crêtes et de transhumance des bergers pour aller à Ota, Piana, Serriera, Partinello, les villages de mer de la côte ouest.

### Voies de communication et transports

#### Accès routiers
Le principal accès routier est la route D84, qui traverse la commune depuis le col de Vergio au nord-est, jusqu'au pont de Tavulella au sud. Cette route relie la RN 193 à l'est depuis Francardo à la D81 à l'ouest à Porto (Ota (Corse-du-Sud)), via le Niolo. La D84 est une route qui passe par de remarquables sites touristiques : le célèbre défilé de la Scala di Santa Regina (Corscia) à l'est, le col de Vergio (1 478 m) où se dresse l'imposante statue (6 mètres de haut) du Christ Roi du sculpteur Noël Bonardi au centre, et les remarquables gorges de la Spelunca (Marignana) à l'ouest.
L'autre accès majeur est la route D70 (ancienne RN 195), qui rejoint Vico puis Sagone en franchissant le col de Sevi.
Le village d'Évisa est distant, par route, de :
- 19 km d'Ota,
- 20 km de Vico,
- 22 km de Porto,
- 32 km de Piana,
- 32 km de Sagone,
- 36 km de Calacuccia,
- 39 km de Guagno,
- 45 km de Cargèse,
- 49 km de Sari-d'Orcino,
- 57 km de Pastricciola,
- 57 km de Francardo,
- 68 km d'Ajaccio,
- 70 km de Corte,
- 70 km de Galéria,
- 95 km de Calvi,
- 106 km de l'Île-Rousse,
- 112 km de Bastia,
- 116 km d'Aléria,
- 118 km de Saint-Florent,
- 119 km de Cervione,
- 128 km de Propriano,
- 140 km de Sartène,
- 151 km de Rogliano,
- 181 km de Porto-Vecchio,
- 190 km de Bonifacio.

#### Transports
Concernant les principales infrastructures de transports autre que routier, le village se trouve à :
- 57 km de la gare la plus proche, qui est la gare de Francardo en Haute-Corse, et de 68 km de la gare d'Ajaccio ;
- 71 km de l'aéroport d'Ajaccio, l'aéroport le plus proche, de 89 km de l'aéroport de Calvi-Sainte-Catherine et de 97 km de l'aéroport de Bastia Poretta;
- 67 km du port de commerce de Ajaccio.

### Intercommunalité
Commune membre de la Communauté de communes Spelunca-Liamone.

## Urbanisme

### Typologie
Au 1er janvier 2024, Évisa est catégorisée commune rurale à habitat dispersé, selon la nouvelle grille communale de densité à sept niveaux définie par l'Insee en 2022.
Elle est située hors unité urbaine et hors attraction des villes,.

### Occupation des sols
L'occupation des sols de la commune, telle qu'elle ressort de la base de données européenne d’occupation biophysique des sols Corine Land Cover (CLC), est marquée par l'importance des forêts et milieux semi-naturels (99,6 % en 2018), une proportion identique à celle de 1990 (99,5 %). La répartition détaillée en 2018 est la suivante : 
forêts (48,1 %), espaces ouverts, sans ou avec peu de végétation (31 %), milieux à végétation arbustive et/ou herbacée (20,5 %), zones urbanisées (0,4 %). L'évolution de l’occupation des sols de la commune et de ses infrastructures peut être observée sur les différentes représentations cartographiques du territoire : la carte de Cassini (XVIIIe siècle), la carte d'état-major (1820-1866) et les cartes ou photos aériennes de l'IGN pour la période actuelle (1950 à aujourd'hui).

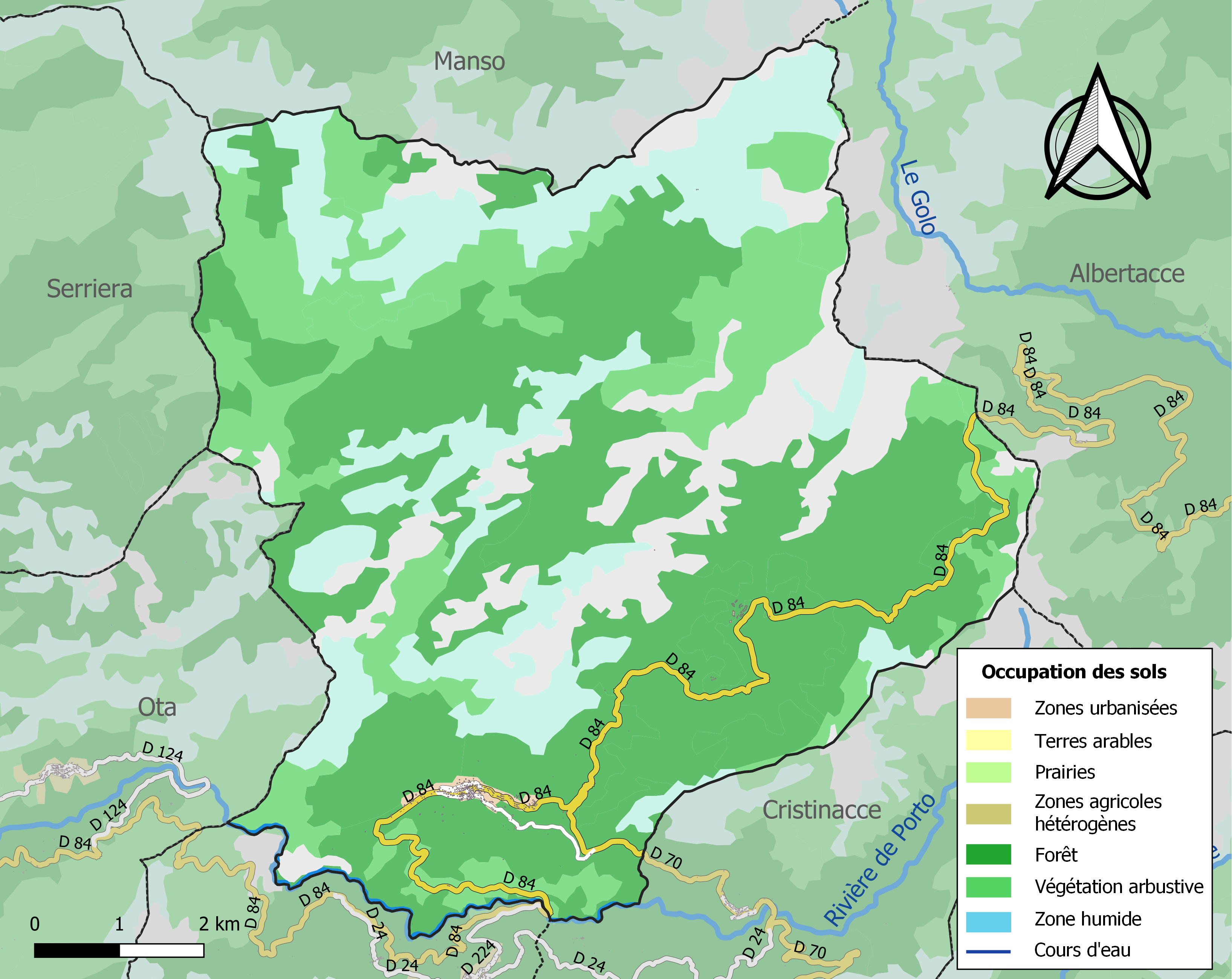
Carte des infrastructures et de l'occupation des sols de la commune en 2018 (CLC).

## Toponymie
Le nom corse de la commune est Evisa /ˈeβiza/. Ses habitants sont les Visinchi.

## Histoire

### Histoire du village

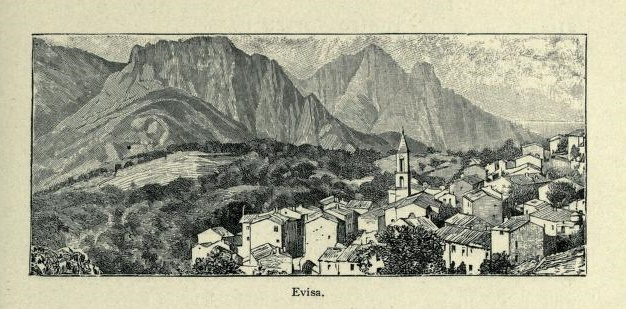
Évisa au XIXe siècle.

Si le village d’Évisa est construit selon un plan typiquement corse, il ne présente pas de particularités notables au niveau de l’architecture, ainsi l’église Saint-Martin est de construction récente. L'ancienne église piévane Saint-Cyprien du XIe siècle se situait proche de l'actuel cimetière.
À voir toutefois, dans les gorges de Spelunca, le pont de Zaglia ou, à Évisa, l’oratoire Saint-Martin ou encore la fontaine du village surmontée d’une statue réalisée par le sculpteur Mariotti en l’hommage de Ferdinand Ceccaldi dit Fiorello (né en 1802 et mort en 1869), personnalité locale qui fut médecin-général des armées de l’Empereur Napoléon III et qui aurait acquis en 1866 la tour de Girolata et le fortin lorsque l’administration des domaines les avait mis en vente.
Le village était initialement (jusqu'aux XVIe et XVIIe siècles ?) formé de deux hameaux :
- un situé sur la Collizzola, à l'entrée de la Spelunca ;
- l'autre au lieu Poggiolo (petit mamelon) et dominé par une tour (a Torra), ancien hameau dont on distingue encore les fondations.

On peut voir dans les environs : des moulins de torrents, une grotte où se cachaient des bandits, un village abandonné entre Évisa et Marignana, le  Tasso, des ruines, des piscines naturelles et des cascades, les gorges de la Spelunca.
À 30 minutes de la plage de Porto, à 45 minutes des plages de Sagone, Évisa permet d'alterner le plaisir de la plage et celui de la montagne.
Évisa affiche, dans sa devise, sa fierté de village de montagne : Alta tenet evisa.

#### Communauté juive
Entre le XVIe siècle et le XVIIe siècle, la ville de Padoue, en Italie, était peuplée en grande partie par des Juifs qui habitaient un ghetto édifié en 1516. Il fut le théâtre de violences dirigées contre ses citoyens juifs, dont une partie faillit se faire lyncher.
Une rumeur malveillante, selon laquelle leurs coreligionnaires de Buda auraient commis des actes de cruauté contre les Chrétiens de la ville hongroise, déclencha cette flambée de brutalités dirigée contre la communauté juive de la ville. C'est grâce à l'intervention d'un père franciscain, le père Marco, qui écrivit une lettre afin de dénoncer cette mystification, que la communauté juive échappa au massacre annoncé.
Une grande partie de la communauté juive ashkénaze de Padoue décida à la suite de ces événements d'émigrer sous d'autres cieux plus cléments. Certains arrivèrent en Corse ; les habitants les nommèrent Padovani, ce qui signifie : venus de Padoue. En réalité le nom de famille Padovani.

## Politique et administration
| Période                                  | Période  | Identité            | Étiquette | Qualité                          |
| ---------------------------------------- | -------- | ------------------- | --------- | -------------------------------- |
| 1945                                     | 1977?    | Antoine Castellani  |           | Instituteur à la retraite        |
| 1977                                     | 1989     | Alexis Battini      |           | sous-officier à la retraite      |
| 1989                                     | 2009     | Pauline Ceccaldi    |           | Chevalier de la Légion d'Honneur |
| 2009                                     | En cours | Jean-Jacques Gianni | DVD       | Cadre supérieur                  |
| Les données manquantes sont à compléter. |          |                     |           |                                  |

### Budget et fiscalité 2017
En 2017, le budget de la commune était constitué ainsi :
- total des produits de fonctionnement : 397 000 €, soit 1 854 € par habitant ;
- total des charges de fonctionnement : 450 000 €, soit 2 102 € par habitant ;
- total des ressources d'investissement : 592 000 €, soit 2 768 € par habitant ;
- total des emplois d'investissement : 457 000 €, soit 2 135 € par habitant ;
- endettement : 743 000 €, soit 3 472 € par habitant.

Avec les taux de fiscalité suivants :
- taxe d'habitation : 24,36 % ;
- taxe foncière sur les propriétés bâties : 11,71 % ;
- taxe foncière sur les propriétés non bâties : 105,09 % ;
- taxe additionnelle à la taxe foncière sur les propriétés non bâties : 34,97 % ;
- cotisation foncière des entreprises : 23,26 %.

## Économie

### Entreprises et commerces

#### Agriculture
- Le marron glacé, le miel, fromage[20].
- Châtaigneraies[21],[22].

#### Tourisme
- En juillet et août, Évisa vit au rythme des promenades en montagne et en forêt, de baignades dans les torrents, les rivières, la mer, du pastis et des discussions sous les tilleuls des cafés, des places, des terrasses. C'est un site prisé par les randonneurs, les chasseurs de sangliers et de merles à partir de la fin de l'été.
- Sur la commune on trouve trois hôtels, quatre cafés restaurants, des auberges, des gîtes[23].

#### Commerces
- Il y a une épicerie, une menuiserie, des producteurs de charcuterie, d'artisanat de livres (polars, études, poésie, biographie).

## Population et société

### Démographie

#### Évolution démographique
L'évolution du nombre d'habitants est connue à travers les recensements de la population effectués dans la commune depuis 1800. Pour les communes de moins de 10 000 habitants, une enquête de recensement portant sur toute la population est réalisée tous les cinq ans, les populations de référence des années intermédiaires étant quant à elles estimées par interpolation ou extrapolation. Pour la commune, le premier recensement exhaustif entrant dans le cadre du nouveau dispositif a été réalisé en 2007.

En 2022, la commune comptait 225 habitants, en évolution de +5,63 % par rapport à 2016 (Corse-du-Sud : +7,61 %, France hors Mayotte : +2,11 %).
| 1800 | 1806 | 1821 | 1831 | 1836 | 1841  | 1846  | 1851  | 1856  |
| ---- | ---- | ---- | ---- | ---- | ----- | ----- | ----- | ----- |
| 525  | 664  | 832  | 994  | 850  | 1 186 | 1 320 | 1 350 | 1 370 |

| 1861  | 1866 | 1872 | 1876  | 1881 | 1886  | 1891 | 1896 | 1901 |
| ----- | ---- | ---- | ----- | ---- | ----- | ---- | ---- | ---- |
| 1 495 | 761  | 918  | 1 027 | 928  | 1 089 | 896  | 909  | 894  |

| 1906 | 1911 | 1921 | 1926 | 1931 | 1936 | 1946 | 1954 | 1962 |
| ---- | ---- | ---- | ---- | ---- | ---- | ---- | ---- | ---- |
| 872  | 833  | 882  | 850  | 831  | 820  | 787  | 612  | 401  |

| 1968 | 1975 | 1982 | 1990 | 1999 | 2006 | 2007 | 2012 | 2017 |
| ---- | ---- | ---- | ---- | ---- | ---- | ---- | ---- | ---- |
| 336  | 312  | 248  | 257  | 196  | 185  | 182  | 202  | 219  |

| 2022 | - | - | - | - | - | - | - | - |
| ---- | - | - | - | - | - | - | - | - |
| 225  | - | - | - | - | - | - | - | - |

## Culture locale et patrimoine

### Lieux et monuments

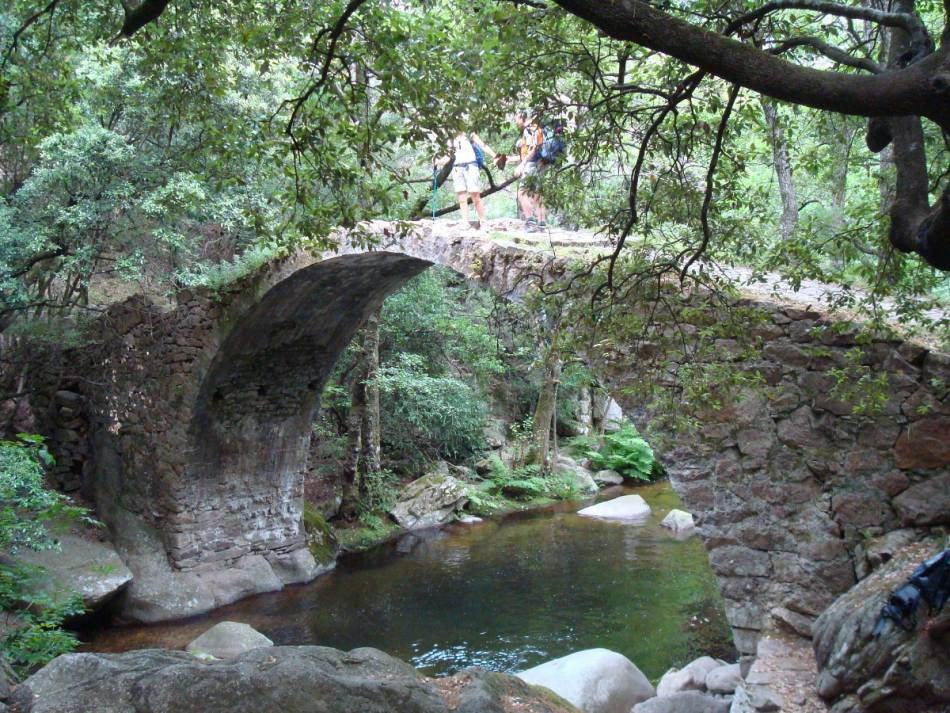
Pont génois de Zaglia.

- L’ancienne église piévane Saint-Cyprien[28],[29].
- Église paroissiale Saint-Martin[30].
- Monument commémoratif du Général Fiorello Ceccaldi[31].
- Bocca à Verghju.
- Fontaines d'Alzu Ritondellu et Funtana a u Topu.
- Pont génois de Zaglia[32],[33], qui traverse le Tavulella.
- Patrimoine rural : Fours à poix, moulins, charbonnières, séchoirs à châtaignes[34].

### Patrimoine naturel

#### Parc naturel régional
Évisa est une commune adhérente au Parc naturel régional de Corse, dans son « territoire de vie » appelé Dui Sevi.

### Personnalités liées à la commune
- Dominique Andreotti (1868-1963), poète improvisateur avec le pseudonyme de Minicale, né à Évisa, où il vécut. Un de ces poèmes les plus connus est Cuntrastu trà un Curzacciu è un Partinillacciu.
- Philippe Massoni (1936-2015), ancien préfet de police de Paris et ancien conseiller du président de la République pour la sécurité.
- Lucien, Dominique Castellani (1937-...), professeur de chirurgie Cardio-vasculaire, président de la société française d'angiologie, chevalier de la légion d’honneur.
- Étienne Ceccaldi, magistrat en retraite, ancien président délégué de l'Olympique de Marseille.
- Mathieu Ceccaldi (1893-1993), auteur d'un dictionnaire corse-français et d'une anthologie de la littérature corse.
- Daniel Ceccaldi (1927-2003), acteur de cinéma et de théâtre, réalisateur.
- Pierre Ceccaldi-Pavard (1921-2004), frère aîné de Daniel Ceccaldi, sénateur-maire de Dourdan (Essonne).
- François-Xavier Ceccaldi, ancien préfet de Corrèze, du Tarn, de la Drôme et des Pyrénées-Atlantiques.
- Pierre-Henri Ceccaldi, ancien médecin-chef de la Police nationale.
- Jean-Paul Ceccaldi, auteur de polars.
- Henri Ceccaldi, journaliste corse connu pour sa chronique « Le coin de Diogène » dans le journal bastiais L'informateur.
- Bernard Ceccaldi, directeur du département d'entomologie médico-légale de la gendarmerie nationale.
- André Campana, journaliste-producteur presse-TV, auteur.
- Hervé Battini, écrivain.
- Pierre Rossi, historien[35].
- François-Antoine Girolami (1839-1919), ancien curé d'Évisa, auteur de différents ouvrages historiques et géographiques sur la Corse.
- Antoine Benedetti (1915-1994), homme d'affaires, écrivain, donateur du nouveau buste de Fiorrelo Ceccaldi.
- Jean-Dominique Luciani (1851-1932), directeur des Affaires indigènes du Gouvernement Général d’Alger, né à Partinello, village faisant partie de la commune d'Evisa jusqu'en 1864.
- Charles Ceccaldi-Raynaud, Sénateur-Maire de Puteaux, fils de Joseph Ceccaldi de Evisa.

### Héraldique
| Blason de Évisa | Blason  | Écartelé : au 1er de gueules à l’aigle contournée d’argent survolant une montagne du même, au 2e d’azur au sapin arraché d’or, au 3e d’azur au mouflon contourné d’or et sautant d'un rocher du même mouvant de la dextre, au 4e de gueules à la tour d’argent maçonné de sable, ouverte du champ. DeviseAlta tenet Evisa. |
| Blason de Évisa | Détails | Description du blason officiel votée par le conseil municipal d'Évisa le 5 novembre 1921. |
| Blason de Évisa | Alias   | Écartelé : au 1er de gueules aux monts d'argent sommés d'une aigle volant de même, au 2e d'azur au sapin arraché d'or, au 3e d'azur au mouflon sautant d'or, au 4e de gueules au château crénelé d'argent. |

### Enseignement
Établissements d'enseignements :
- École primaire,
- École maternelle à Ota,
- Collège à Vico.

### Santé
Professionnels et établissements de santé :
- Médecin à Ota.
- Pharmacie à Ota.
- Hôpital d'Ajaccio.

### Cultes

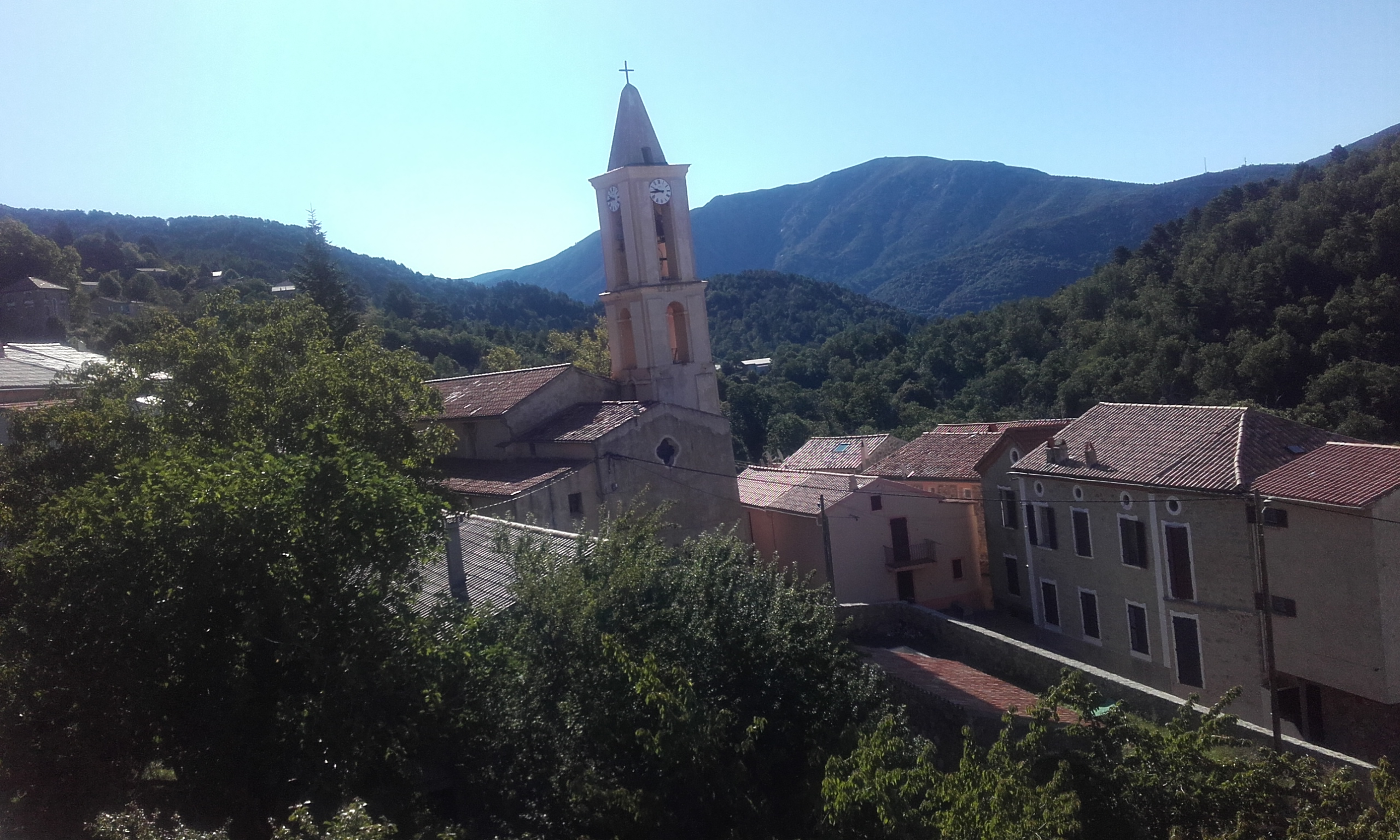
L'église paroissiale Saint-Martin.

- Culte catholique[39], Diocèse d'Ajaccio.
- Église Saint-Martin d'Évisa. Elle est inscrite à l'Inventaire général du patrimoine culturel[40].
- Église Saint-Cyprien d'Evisa. Elle est inscrite à l'Inventaire général du patrimoine culturel[41].

#### Curés du village depuis entre 1830 et 1905
- Paul André Caccavelli entre 1852 et 1861
- Raphaël Battini en 1861
- Pierre-Antoine Leca en 1888 (nomination refusée)
- Dominique-Antoine Paoli en 1888
- François-Antoine Girolami (1839-1919) en 1901 ; il avait été précédemment vicaire d'Évisa entre 1863 et 1867.

## Fêtes et loisirs
- La fête religieuse du village est célébrée le 11 novembre, jour de la Saint-Martin, du nom de son église.

### Randonnées
Évisa (850 m) est le point de départ ou d’arrivée du sentier muletier qui traverse les gorges de la Spelunca pour descendre jusqu’à Ota après une belle et facile balade de 3 heures environ (nombreux lutrins expliquant la faune et la flore, les ponts génois dont le « pont de Zaglia »).
Les sentiers de randonnée Mare a mare nord et Mare e monti nord passent par le village.